# David di Donatello 1996
La cerimonia di premiazione della 41ª edizione dei David di Donatello si è svolta l'8 giugno 1996 al Teatro Eliseo di Roma.

## Vincitori e nominati
Vengono di seguito indicati in grassetto i vincitori.
Miglior film
- Ferie d'agosto, regia di Paolo Virzì
- Celluloide, regia di Carlo Lizzani
- Io ballo da sola, regia di Bernardo Bertolucci
- L'uomo delle stelle, regia di Giuseppe Tornatore

Miglior regista
- Giuseppe Tornatore - L'uomo delle stelle
- Bernardo Bertolucci - Io ballo da sola
- Carlo Lizzani - Celluloide
- Paolo Virzì - Ferie d'agosto

Miglior regista esordiente
- Stefano Incerti - Il verificatore
- Mimmo Calopresti - La seconda volta
- Leonardo Pieraccioni - I laureati

Migliore sceneggiatura
- Furio Scarpelli, Ugo Pirro e Carlo Lizzani - Celluloide
- Francesco Bruni e Paolo Virzì - Ferie d'agosto
- Fabio Rinaudo e Giuseppe Tornatore - L'uomo delle stelle

Migliore produttore
- Pietro Innocenzi e Roberto Di Girolamo - Palermo Milano solo andata
- Angelo Barbagallo e Nanni Moretti - La seconda volta
- Amedeo Pagani - Lo sguardo di Ulisse

Migliore attrice protagonista
- Valeria Bruni Tedeschi - La seconda volta
- Virna Lisi - Va' dove ti porta il cuore
- Laura Morante - Ferie d'agosto
- Lina Sastri - Celluloide

Migliore attore protagonista
- Giancarlo Giannini - Celluloide
- Sergio Castellitto - L'uomo delle stelle
- Ennio Fantastichini - Ferie d'agosto
- Giancarlo Giannini - Palermo Milano solo andata

Migliore attrice non protagonista
- Marina Confalone - La seconda volta
- Stefania Sandrelli - Ninfa plebea
- Lina Sastri - Vite strozzate

Migliore attore non protagonista
- Leopoldo Trieste - L'uomo delle stelle
- Raoul Bova - Palermo Milano solo andata
- Alessandro Haber - I laureati

Migliore direttore della fotografia
- Alfio Contini - Al di là delle nuvole
- Darius Khondji - Io ballo da sola
- Dante Spinotti - L'uomo delle stelle

Migliore musicista
- Manuel De Sica - Celluloide
- Ennio Morricone - L'uomo delle stelle
- Armando Trovaioli - Romanzo di un giovane povero

Migliore scenografo
- Francesco Bronzi - L'uomo delle stelle
- Enrico Job - Ninfa plebea
- Gianni Silvestri - Io ballo da sola

Migliore costumista
- Jenny Beavan - Jane Eyre
- Beatrice Bordone - L'uomo delle stelle
- Luciano Sagoni - Celluloide

Migliore montatore
- Cecilia Zanuso - Pasolini, un delitto italiano
- Ugo De Rossi - Palermo Milano solo andata
- Massimo Quaglia - L'uomo delle stelle
- Pietro Scalia - Io ballo da sola
- Carla Simoncelli - Vite strozzate

Migliore fonico di presa diretta
- Giancarlo Laurenzi - Palermo Milano solo andata
- Massimo Loffredi - L'uomo delle stelle
- Alessandro Zanon - La seconda volta

Miglior film straniero
- Nelly e Mr. Arnaud (Nelly et monsieur Arnaud), regia di Claude Sautet
- La dea dell'amore (Mighty Aphrodite), regia di Woody Allen
- Smoke, regia di Wayne Wang

Miglior attrice straniera
- Susan Sarandon - Dead Man Walking - Condannato a morte (Dead Man Walking)
- Emmanuelle Béart - Nelly e Mr. Arnaud (Nelly et Monsieur Arnaud)
- Emma Thompson - Ragione e sentimento (Sense and Sensibility)

Miglior attore straniero
- Harvey Keitel - Smoke (Smoke)
- Michel Serrault - Nelly e Mr. Arnaud (Nelly et Monsieur Arnaud)
- Woody Allen - La dea dell'amore (Mighty Aphrodite)

David speciale
- Virna Lisi per il prestigio della sua carriera
- Rita Cecchi Gori per il numero più alto di film di qualità e di rilievo prodotto nella stagione '95-'96
- Aurelio De Laurentiis per l'attenzione e l'impegno imprenditoriale ed aziendale mostrati nelle ultime stagioni cinematografiche che lo hanno visto protagonista dell'industria cinematografica nazionale, ottenendo importanti risultati di mercato attraverso un'elevata redditività e frequenza di pubblico e, al contempo, realizzando significative iniziative produttive e distributive, con particolare attenzione per il cinema italiano ed europeo
- Giovanni Di Clemente per il complesso della sua attività nel campo della produzione cinematografica dall'83 ad oggi

David alla carriera (per il 40º anniversario)
- Vittorio Gassman
- Gina Lollobrigida